# Titan (организация)
Titan (TİTAN Uluslararası Bilgi İşlem ve Matematiksel Kazanç Sistemler Ticaret Danışmanlık Hizmeti тур. Международная консалтинговая служба информационных процессов и математических систем заработка TİTAN) — турецкая финансовая пирамида, работавшая по схеме Понци во второй половине 1990-х. В Турции была признана мошеннической в 1998 году.
Основана Кенаном Шераноглу в 1997 году. Организация взимала плату за участие в системе с обещаниями денежного вознаграждения в краткосрочной перспективе. Стоимость членского взноса составляла 2400 немецких марок. Для мотивации будущих членов Шераноглу активно рекламировался на турецком телевидении, снимаясь в номерах роскошного отеля в Измире для создания образа богатого человека. После ряда жалоб и судебных исков от обманутых вкладчиков Кенан Шераноглу был задержан в аэропорту Измира, у него было изъято 385 700 немецких марок. В июне 1998 года против Шераноглу было возбуждено уголовное дело по статье 503 УК Турции. 24 ноября того же года он был осуждён на 25 лет и 10 месяцев, и оштрафован на 22 798 311 569 млрд турецких лир. Его сообщник Ахмет Хакан Баз был осуждён на 25 лет и 10 месяцев, и оштрафован на 22 234 626 798 млрд турецких лир. Среди осуждённых также был отец Кенана Шераноглу — директор Titan Февзи Барбарос Шераноглу, его заместитель Сердар Гюльдал, руководитель Baz DATA Левент Гюляль, граждане Германии Эмиль Рене, Патрик Херберт и Рёкер Торстен. В 1998 году организация Titan была закрыта. В феврале 2008 года организаторы Titan были амнистированы, некоторым из них сократили сроки заключения.

## Интересные факты
- В 2003 году в Пятигорске, в 2004 году — в Ставопольском крае, а в 2005 году — в Сызрани были созданы финансовые пирамиды под названием «Титан», организаторы которых были осуждены[5][6][7].